# Енн Суейнсон
Анна (Енн) Елізабет Суейнсон (1888—1955) — американська дизайнерка продуктів і графічна дизайнка, голова дизайну в національній роздрібній компанії Montgomery Ward у Чикаго, яка на той час була другою за розміром лише після Sears, Roebuck &amp; Company. Там вона заснувала конструкторське бюро компанії, яким керувала з 1931 по 1955 рік. Вважалося, що це був перший корпоративний відділ промислового дизайну в сучасній історії Америки.

## біографія
Згідно з даними перепису населення США, Анна Елізабет Суейнсон народилася в жовтні 1888 року в Неваді, штат Міссурі, у родині шведських іммігрантів Перрі та Бетті Суейнсон (було неправильно повідомлено, що Анна народилася в 1900 році в Швеції). Анна відвідувала Університет Міссурі та здобула ступінь бакалавра освіти (1909) і ступінь магістра освіти в Педагогічному коледжі Колумбійського університету (1913), і, нарешті, другий ступінь магістра побутових мистецтв (1915) в Чиказькому університеті. З 1915 по 1919 рік вона викладала текстиль у знаменитому Халл Хаусі, який був заснований для розширення прав і можливостей жінок і навчання мешканців соціальних і політичних проблем дня.
Суейнсон викладала текстильний дизайн і прикладне мистецтво на початку 1920-х у Каліфорнійському університеті в Берклі (де вона викладала текстильній дизайнерці та ткалі Дороті Лібес), перш ніж перейти в Chase Revere Copper, щоб стати його керівницею з дизайну. Там її група, до якої входило кілька жінок-дизайнерок, створила металевий посуд, який був одночасно стильним і доступним. До 1928 року педагогиня Анна Елізабет Суейнсон змінила ім'я на Енн Суейнсон, промислова дизайнерка.

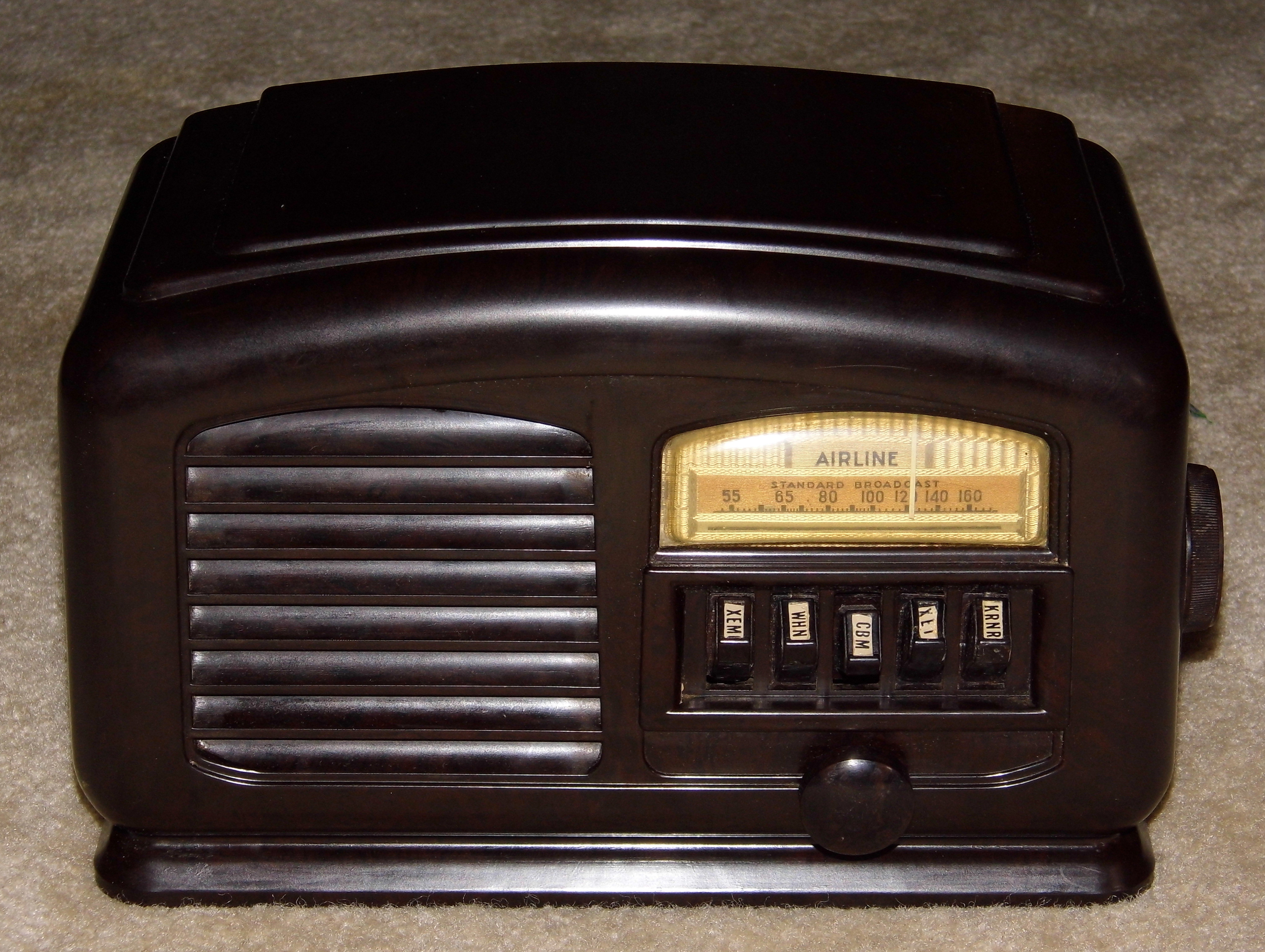
Popular Wards Push Button Table Radio, Deco Style, Circa 1941

У 1931 році компанія Montgomery Ward у Чикаго запросила Суейнсон для створення Бюро дизайну, яке вона очолювала до 1955 року. Це стало першим корпоративним відділом промислового дизайну в США, а Суейнсон — першою жінкою-керівницею компанії. Їй доручили оновити дизайн продуктів і сторінок каталогу. Спочатку в команді було 15–20 дизайнерів, а до 1935 року їхня кількість зросла до 32 (18 дизайнерів продуктів і 14 — упаковки). Суейнсон працювала над модернізацією широкого асортименту продукції, від шин до кухонного посуду.
Для відомого каталогу Ward вона замінила традиційні ксилографічні зображення фотографіями людей, які взаємодіють із продуктами Ward, деякі з них перероблені. Її відділ також спростив і модернізував макет своїх сторінок, типографіку та логотипи.
According to Viet, "Thanks to Swainson's industrious department and her pursuit of well designed products for the modern American consumer, Montgomery Ward rebounded from the Great Depression, and by 1939 saw nearly a half billion dollars in sales from its catalog and 618 stores."

У Montgomery Ward, згідно з літературою компанії, яка цитує статтю 1956 року в журналі Industrial Design, її спадок був значним.
«Успіх Бюро в кінцевому підсумку залежав від того, як Енн Суейнсон завоювала довіру покупців, переконавши їх у цінності кращого дизайну на ринку та в управлінні бізнесом, таким як Уорд. Бюро було її дитиною. Завдяки підбору персоналу вона створила не лише концепцію обслуговування, але й дизайнерське ставлення». 

### Особисте життя
Суейнсон залишилася неодруженою і все ще працювала в Уорді в 1955 році, коли померла за робочим столом від серцевого нападу в Чикаго у віці 67 років.   